# Заручевье (Тихвинский район)
Заручевье — деревня в Мелегежском сельском поселении Тихвинского района Ленинградской области.

## История
Деревня Заручье упоминается на карте Новгородского наместничества 1792 года А. М. Вильбрехта.
Как деревня Зарючье она обозначена на «Специальной карте западной части России» Ф. Ф. Шуберта 1844 года.

ЗАРУЧЕВЬЕ — деревня Заручевского общества, прихода села Никольского. Река Клиненка.

Крестьянских дворов — 36. Строений — 74, в том числе жилых — 39. Кожевенный завод.

Число жителей по семейным спискам 1879 г.: 112 м. п., 87 ж. п.; по приходским сведениям 1879 г.: 104 м. п., 103 ж. п.

При ней усадьба: Строений — 2, в том числе жилых — 1

Сборник Центрального статистического комитета описывал её так:

ЗАРУЧЕВЬЯ — деревня бывшая владельческая, дворов — 36, жителей — 216; Часовня, школа, лавка, кожевенный завод. (1885 год)

В конце XIX — начале XX века деревня административно относилось к Костринской волости 3-го земского участка 1-го стана Тихвинского уезда Новгородской губернии.

ЗАРУЧЕВЬЕ — деревня Заручевского общества, дворов — 58, жилых домов — 56, число жителей: 163 м. п., 160 ж. п. 

Занятия жителей — земледелие, лесные промыслы. Река Клиненка. Часовня, земская школа, хлебозапасный магазин, земская станция, фельдшерский пункт, 3 мелочных лавки, смежна с погостом Никольским. (1910 год)

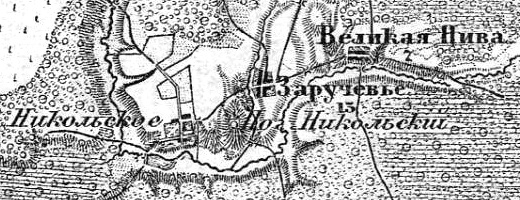
Деревня Заручевье на карте 1913 года

Согласно карте Петроградской и Новгородской губерний 1913 года деревня Заручевье насчитывала 13 крестьянских дворов.
С 1917 по 1918 год деревня Заручевье входила в состав Костринской волости Тихвинского уезда Новгородской губернии. 
С 1918 года в составе Череповецкой губернии.
С 1924 года в составе Пригородной волости.
С 1927 года в составе Заручевского сельсовета Тихвинского района.
В 1928 году население деревни Заручевье составляло 205 человек.
Согласно карте Ленинградской области Северо-западного аэрогеодезического треста ГГУ издания 1932 года деревня насчитывала 25 крестьянских дворов. В деревне находились: сельсовет, две часовни и почтово-телеграфная контора.
По данным 1933 года деревня Заручевье являлась административным центром Заручевского сельсовета Тихвинского района, в который входили 8 населённых пунктов: деревни Великая Нива, Заручевье, Захожи I, Захожи II, Котелево, Новая Нива, Ново-Никольская, Рапля, общей численностью населения 1393 человека.
По данным 1936 года в состав Заручевского сельсовета входили 6 населённых пунктов, 267 хозяйств и 4 колхоза.
В 1961 году население деревни Заручевье составляло 98 человек.
По данным 1966 года деревня Заручевье также входила в состав Заручевского сельсовета, административным центром сельсовета была деревня Новоникольский Выселок.
По данным 1973 года деревня Заручевье являлась административным центром Заручевского сельсовета.
По данным 1990 года деревня Заручевье входила в состав Андреевского сельсовета.
В 1997 году в деревне Заручевье Андреевской волости проживал 21 человек, в 2002 году — 30 (все русские).
В 2007 году в деревне Заручевье Мелегежского СП проживали 3 человека, в 2010 году — 15.

## География
Деревня расположена в юго-западной части района в конце автодороги 41К-167 (Тихвин — Заручевье).
Расстояние до административного центра поселения — 20 км. Расстояние до районного центра — 32 км.
Расстояние до ближайшей железнодорожной платформы Разъезд № 4 — 15 км.
Деревня находится на правом берегу реки Клиненка.

## Демография
| 1879 | 1885 | 1910 | 1928 | 1961 | 1997 | 2002 |
| ---- | ---- | ---- | ---- | ---- | ---- | ---- |
| 199  | ↗216 | ↗323 | ↘205 | ↘98  | ↘21  | ↗30  |
| 2007 | 2010 | 2017 |      |      |      |      |
| ↘3   | ↗15  | ↘11  |      |      |      |      |

### Национальный состав
Согласно данным Всероссийской переписи населения 2021 года в деревне проживали 9 человек, из них:
 русские — 8, белорусы — 1 человек.

## Достопримечательности
- Церковь Николая Чудотворца, 1711 года постройки, каменная, не действующая. Закрыта в 1935 году. Тип храма — восьмерик на четверике[22].